# Pearland, Texas
Pearland là một thành phố thuộc quận Brazoria, tiểu bang Texas, Hoa Kỳ. Năm 2010, dân số của xã này là 91252 người.

## Dân số
- Dân số năm 2000: 37640 người.
- Dân số năm 2010: 91252 người.